# Корт, Ричард
Ричард Фэрфакс Корт (англ. Richard Fairfax Court; род. 27 сентября 1947, Недландс, Западная Австралия) — австралийский бизнесмен, политик и дипломат, сын сэра Чарльза Корта. Член парламента Западной Австралии с 1982 по 2001 год, глава оппозиции в 1992—1993 и премьер Западной Австралии в 1993—2001 годах. Совмещал должность премьера с дополнительными министерскими постами, в том числе казначея (1993—2001) и министра по федеральным связям (1993—1995). В 2017—2020 годах посол Австралии в Японии. Компаньон ордена Австралии (2003), кавалер ордена Восходящего солнца с золотой и серебряной звездой (Япония, 2008).

## Биография
Родился в сентябре 1947 года в пригороде Перта Недландсе в семье Чарльза Корта и Риты Стеффанони. Четвёртый сын в семье. Учился в Далкитской начальной школе, а затем в престижном интернате Хейл в Перте, который окончил в 1963 году. После этого получил степень бакалавра коммерции в Университете Западной Австралии, который посещал до 1968 года. Короткое время давал частные уроки по производственным отношениям, после чего отправился в США. В 1969—1970 годах проходил подготовку как менеджер сначала в American Motors, а затем в Ford Motor Company, одновременно подрабатывая водителем грузовика. Вернувшись в Западную Австралию, с 1970 по 1974 год возглавлял собственную сеть закусочных фастфуда Sir Henry’s Food Stores, после чего руководил компанией Court Marine Pty, производившей малотоннажные суда и оборудование для яхтсменов. В апреле 1970 года женился на Хелен Маргарет Дьюар. В этом браке, закончившемся разводом в 1977 году, родились сын и дочь.
Вступил в Либеральную партию в 1981 году. В марте 1982 года избран в парламент Западной Австралии от Недландса на внеочередных выборах, причиной которых стал уход в отставку отца Ричарда, Чарльза Корта. Переизбирался в парламент штата в 1983, 1986, 1989, 1993, 1996 и 2001 годах. До 1993 года находился в оппозиции, занимал посты в теневых кабинетах. С 1987 по 1990 год — заместитель лидера оппозиции, с 24 мая 1992 года — лидер оппозиции. В этот период, в 1989 году, женился вторично на Джоэнн (Джо) Фрэнсис Моффат; во втором браке родилась одна дочь.
После выборов в парламент штата в 1993 году Корту удалось сформировать правящую коалицию при поддержке фракции Национальной партии. Он оставался премьером Западной Австралии в следующие 8 лет, когда к власти вернулась Лейбористская партия. В годы нахождения в должности премьера Корт совмещал её с рядом других правительственных постов. В частности, на протяжении всего срока правления он возглавлял казначейство штата и министерство по управлению общественным сектором, до конца 1995 года был министром по федеральным связям, в 1994—1995 году министром туризма, а с апреля 1996 по январь 1997 года министром по делам молодёжи. Кабинет Корта предпринимал меры по снижению долга штата и реформированиию общественного сектора экономики.
После избрания в парламент штата в 1982 году ушёл с поста руководителя Court Marine Pty. После поражения либералов в 2001 году оставался лидером оппозиции до апреля того же года, после чего покинул парламент и вернулся в частный бизнес, открыв вместе с женой консалтинговое агентство RF and Jo Court. Работал ведущим консультантом бухгалтерской фирмы KPMG и консультантом компании Australian Capital Equity, занимал руководящие должности в строительной компании GRD и ряде финансовых компаний, принадлежащих бизнесмену Керри Стоксу. В конце 2016 года назначен послом Австралии в Японии, вступил в должность в апреле 2017 года и исполнял эти обязанности до 2020 года.

## Награды
- Компаньон ордена Австралии (2003)[3]
- Медаль Столетия (2003)[3]
- Орден Восходящего солнца с золотой и серебряной звездой (Япония, 2008)[7]